# Alexandru Ioan Morțun
Alexandru Ioan Morțun (ur. 16 lipca 1951 w Drobeta-Turnu Severin) – rumuński polityk i lekarz, były senator, w 2007 deputowany do Parlamentu Europejskiego.

## Życiorys
Ukończył w 1976 studia medyczne na Universitatea de Medicină și Farmacie "Victor Babeș" w Timișoarze. Specjalizował się w pediatrii, ultrasonografii i opiece zdrowotnej. Pracował w przychodniach zdrowia, od 1982 był lekarzem w szpitalu w swojej rodzinnej miejscowości. Od 2000 do 2004 pełnił funkcję ordynatora.
W 1990 zaangażował się w działalność Partii Narodowo-Liberalnej w okręgu Mehedinți. W latach 1996–2000 i 2004–2008 zasiadał w rumuńskim Senacie.
Był obserwatorem w Europarlamencie. Po przystąpieniu Rumunii do Unii Europejskiej 1 stycznia 2007 objął mandat eurodeputowanego jako przedstawiciel PNL w delegacji krajowej. Został członkiem grupy Porozumienia Liberałów i Demokratów na rzecz Europy oraz Komisji Rozwoju Regionalnego. Z PE odszedł 9 grudnia 2007, kiedy to w Europarlamencie zasiedli deputowani wybrani w wyborach powszechnych.